# Jean-Luc Perraud
Pour les articles homonymes, voir Perraud.
Jean-Luc Perraud est un footballeur français né le 24 mars 1955 dans le 7e arrondissement de Lyon dans le département du Rhône et mort le 14 septembre 2018 à Épagny en Haute-Savoie.
Il évoluait au poste d'attaquant du milieu des années 1970 à la fin des années 1980. Il jouait dans des clubs français de deuxième division et de division 3, ainsi qu'en deuxième division suisse.

## Biographie
Né dans le 7e arrondissement de Lyon et ayant grandi à proximité d'Oullins, dans la banlieue sud de Lyon, il rejoint l'Olympique Lyonnais, pour s'y former. Il joue ensuite en Division d'Honneur du Lyonnais la saison 1976-1977 avec l'équipe première du CASCOL Oullins.
Il signe ensuite au SCO Angers Sporting en deuxième division en 1977-1978, il marque 8 buts pour 16 apparitions. Il rejoint par la suite la Haute-Savoie et le Club sportif de Thonon qui vient de remporter son titre de champion de DH et de se promouvoir en troisième division, sous les ordres de Jean-Pierre Carayon. Sous l'égide de cet entraîneur, il est non seulement artisan de la montée de l'équipe en Division 2 dès la fin de saison, mais également de son beau parcours en Coupe de France. En effet, en championnat, il marque un but synonyme de victoire 2-1 sur l'équipe réserve du SC Bastia le 7 avril 1979. En coupe, l'équipe atteint les 16e de finale et est alors confrontée au prestigieux FC Nantes (multiple champion de France). Au match aller à domicile, les deux équipes se séparent sur un match nul un but partout. Au match retour, le FC Nantes élimine les « jaunes et bleu » (3-1) ce qui permet aux Canaris (quelques victoires plus tard) de remporter cette compétition.
Le CST évolue donc en deuxième division à partir de 1979 et Perraud continue de s'y illustrer jusqu'à son départ du club en 1983. Il va notamment marquer l'esprit des supporters chablaisiens en marquant à la 85e le seul but du match synonyme de victoire, contre l'AS Cannes à domicile le 5 avril 1980 devant 4 000 spectateurs. Autre fait marquant, la saison suivante, la victoire (1-0) sur l'Olympique de Marseille au Stade Vélodrome le 27 septembre 1980, but de Perraud à la 38e,.
Par la suite, Perraud reste en Haute-Savoie mais quitte le CS Thonon en 1983 pour rejoindre le FC Annecy, alors en quatrième division mais qui ambitionne une ascension rapide du club. Perraud et ses coéquipiers sont en effet champion de leur groupe de D4, promu en division 3. En 1987, alors que le club annécien se rapproche d'une montée en D2 (qu'il atteint l'année suivante), Perraud part pour la Suisse voisine.
C'est en effet en 1987 que Henri Trono, alors président de la société Agrifrance, et ancien président du Club sportif chênois, présente Jean-Luc Perraud à Alain Morisod. Ce dernier vient de reprendre la présidence du club suisse de l'Urania Genève Sport après le décès de l'ancien président Frédéric Morisod. Le club est alors retombé en troisième division suisse. L'objectif est de remonter au deuxième échelon dès la fin de cette saison 1987-1988. Pour ce faire, les dirigeants (Alain Morisod entouré de Paul Garbani, Bernard Morisod fils de l'ancien président, Bertrand de Blonay et Michel Bordier) font entre autres appel à Jean-Luc Perraud. En fin de saison, l'objectif est pleinement réalisé, et, a posteriori, Alain Morisod dira que ce beau parcours est « à mettre en grande partie à compte d'un joueur remarquable tant au niveau mental que physique, véritable leader et avant-centre d'exception, Jean-Luc Perraud ». Au cours de cette saison, l'attaquant marque en effet 32 buts avec l'effectif genevois.
À l'issue de sa carrière, Jean-Luc Perraud se reconvertit dans les terrains multisports en travaillant pour Agorespace.
Il meurt le 14 septembre 2018 à Épagny.

## Palmarès
- Vice-Champion de France de deuxième division en 1977-1978 (vainqueur du groupe A) avec le SCO Angers.
- Vainqueur du groupe F de France de quatrième division en 1983-1984 avec le FC Annecy
- Champion de troisième division suisse en 1987-1988 avec l'Urania Genève Sport